# Wydział Zarządzania i Modelowania Komputerowego Politechniki Świętokrzyskiej
Wydział Zarządzania i Modelowania Komputerowego Politechniki Świętokrzyskiej – jeden z pięciu wydziałów Politechniki Świętokrzyskiej.

## Kierunki kształcenia
Dostępne kierunki:
- Ekonomia (studia I i II stopnia)
- Inżynieria biomedyczna (studia I stopnia)
- Inżynieria danych (studia I stopnia)
- Logistyka (studia I stopnia)
- Zarządzanie biznesowe (studia I stopnia)
- Zarządzanie dla inżynierów (studia II stopnia)
- Zarządzanie i Inżynieria Produkcji (studia I i II stopnia)

## Władze Wydziału
W kadencji 2020–2024:
| Stanowisko                             | Imię i nazwisko                         |
| -------------------------------------- | --------------------------------------- |
| Dziekan                                | dr hab. inż. Dariusz Bojczuk, prof. PŚk |
| Prodziekan ds. Studenckich i Dydaktyki | dr Barbara Kruk                         |
| Prodziekan ds. Studenckich i Dydaktyki | dr Maria Szczepańska                    |

## Struktura organizacyjna
| Katedra                                                 | Kierownik                                    |
| ------------------------------------------------------- | -------------------------------------------- |
| Katedra Ekonomii i Finansów                             | dr hab. Marianna Kotowska-Jelonek, prof. PŚk |
| Katedra Matematyki i Fizyki                             | prof. dr hab. Artur Maciąg                   |
| Katedra Technologii Informatycznych                     | dr hab. Marzena Nowakowska, prof. PŚk        |
| Katedra Zarządzania Jakością i Własnością Intelektualną | dr hab. inż. Bożena Kaczmarska, prof. PŚk    |
| Katedra Inżynierii Produkcji                            | dr hab. inż. Artur Bartosik, prof. PŚk       |
| Katedra Zarządzania i Marketingu                        | dr hab. Janusz Kot, prof PŚk                 |